# Orthoscapheus noronhensis
Orthoscapheus noronhensis är en insektsart som beskrevs av Frédéric Carbonell 1996. Orthoscapheus noronhensis ingår i släktet Orthoscapheus och familjen gräshoppor. Inga underarter finns listade i Catalogue of Life.